# 김기용 (바둑 기사)
김기용(金起用, 1986년 2월 24일 ~ )은 대한민국의 바둑 기사이다.

## 약력
2004년 입단하였으며, 2011년 6단과 2014년 7단을 거쳐 2016년 7월에 8단으로 승단했다. 2008년에 비씨카드배와 SK가스배 신예프로10걸전에서 우승하였고 2009년에는 바둑대상 신인기사상을 수상했다. 2019년 12월, 9단으로 승단했다.